# Мелофон
Мелофон — мідний духовий інструмент середнього регістру, який використовується переважно в маршових оркестрах та духових корпусах, зокрема як заміна валторни. Найчастіше інструмент налаштований у тональності фа, хоча історично існували моделі й в мі♭, ре, до та соль (як сигнальний горн). Мелофон має конічний звуковий канал, подібний до евфоніума чи флюгельгорна.

## Призначення
Мелофони використовують замість валторн у маршових ансамблях, оскільки їхній розтруб (дзвін) спрямований уперед, що забезпечує кращу проєкцію звуку на відкритому повітрі. На відміну від валторни, висота звуку мелофона регулюється лише рухом кулісного слайду, а не положенням руки в розтрубі. Аплікатура мелофона збігається з аплікатурою труби, альтгорна та більшості вентильних мідних інструментів.
Мелофон також може виконувати партії валторни у симфонічних та концертних оркестрах, хоча він рідко використовується в академічній музиці. Через це солістичний репертуар для мелофона обмежений — зазвичай лише в межах маршових колективів. Відомий лише один концерт, написаний спеціально для мелофона.

## Характеристики
Сучасний маршовий мелофон має три вентилі, які натискаються правою рукою. Інструмент найчастіше налаштований у тональностях фа (F) або мі♭ (E♭). Його обертонова серія на октаву вище, ніж у валторни в тональності фа.
Довжина трубки мелофона збігається з альтовим відгалуженням (F alto) потрійної або дескантної подвійної валторни. Завдяки меншій довжині трубки та прямому раструбу мелофон виглядає як велика труба.

### Мундштук
Мундштук мелофона за розмірами знаходиться між трубою та тромбоном і має глибоку чашу, подібну до флюгельгорна. Це створює округлий, темний тембр. Трубачі, які грають на мелофоні, часто використовують чашоподібний мундштук, що дає яскравіший звук. Валторністи натомість можуть застосовувати конічний мундштук (як у валторни) із перехідником — це зберігає звичне ембушюрне відчуття й надає теплого звучання.

## Історія

### Походження

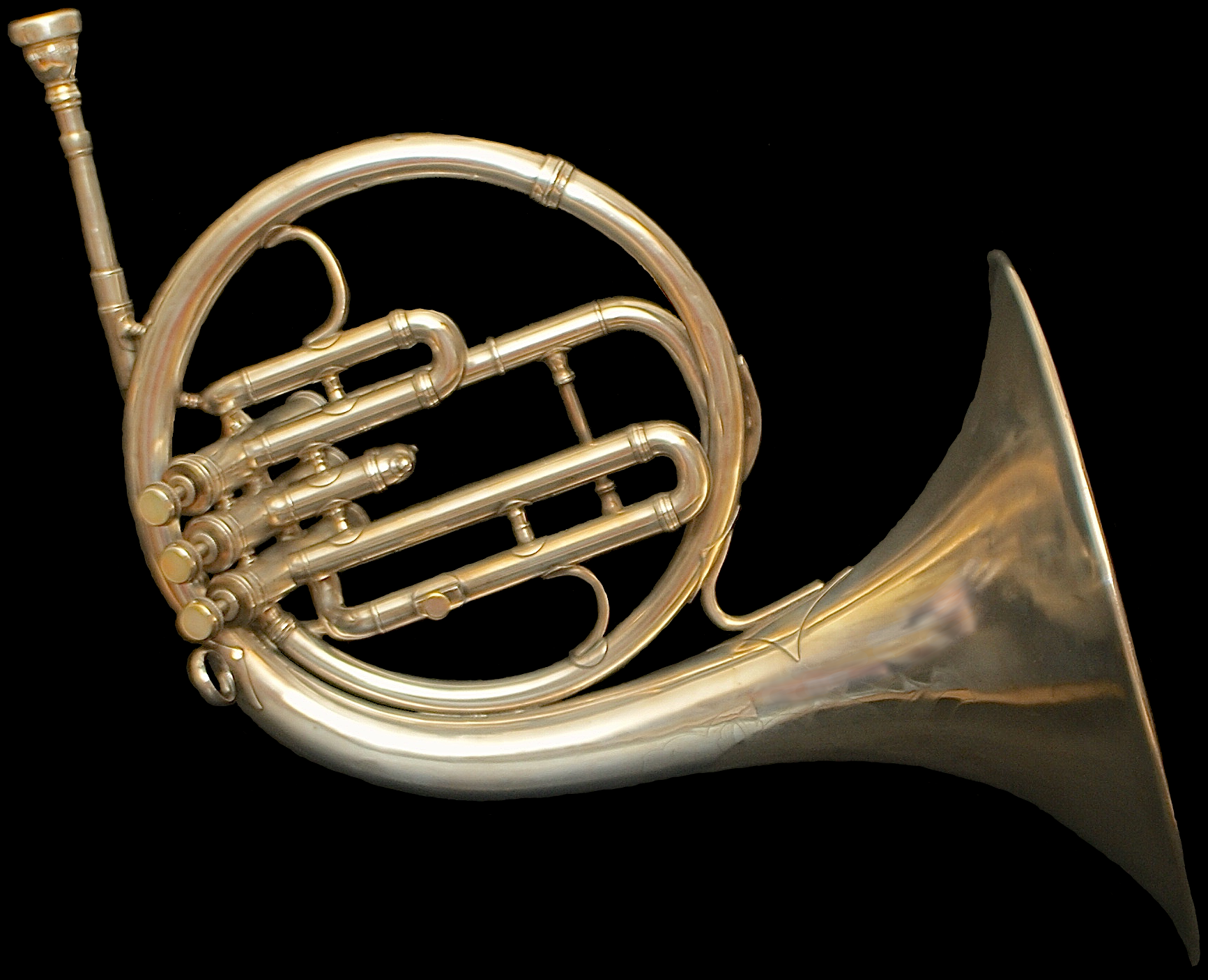
Концертний мелофон Conn, 1911 року

Перші інструменти під назвою «мелофон» виникли у XIX столітті на основі рогу Кеніга (Koenig horn), розробленого Германом Кенігом і виготовленого фірмою Antoine Courtois. Цей інструмент мав три вентилі та форму, подібну до зменшеної валторни.
Назву «mellophone» почала використовувати англійська фірма Köhler & Son для серії інструментів, натхненних конструкціями фірми Distin. Згодом конструкція раструба та мундштука еволюціонувала для кращої проєкції звуку.

### Концертний мелофон
Класичні (або концертні) мелофони мають круглу форму з раструбом, спрямованим назад або вбік, і граються правою рукою. Такі інструменти часто могли перемикатися між тональностями фа, мі♭, а іноді й ре, до. Вони використовувалися у шкільних та муніципальних оркестрах як альтова заміна валторни. Виробництво таких інструментів різко скоротилося в середині XX століття, і нині вони трапляються рідко.

### Маршові мелофони
Мелофон-бугелі в тональності соль (G) активно використовувались у США в духових корпусах з 1950-х до 2000-х років, коли правила дозволили використовувати інструменти в будь-якій тональності.
Сучасний маршовий мелофон більше споріднений з флюгельгорном чи евфоніумом, ніж з трубою, через свою більш конічну трубку.

## Відмінності від валторни

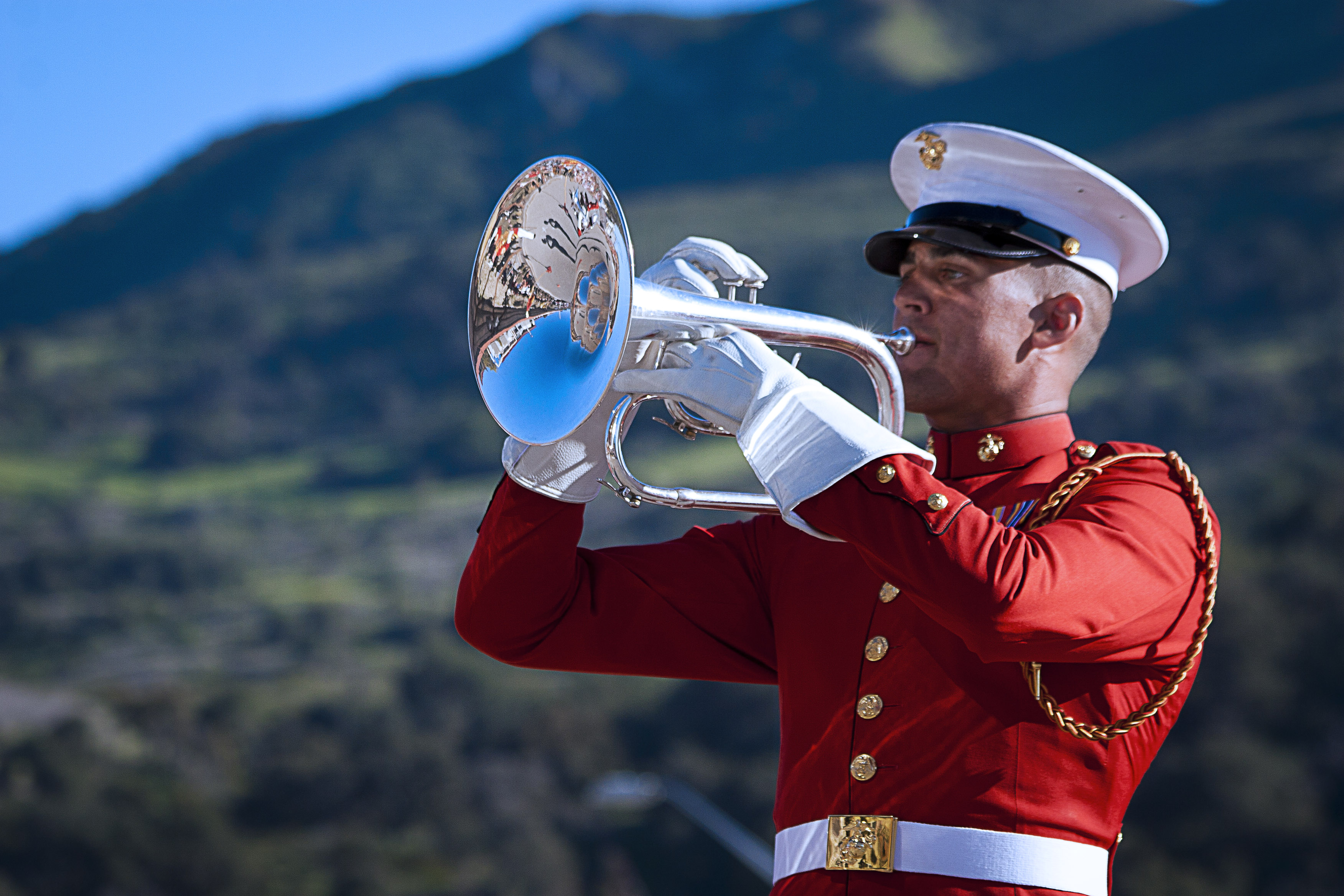
Гравець на мелофоні-бугелі з Духового корпусу морської піхоти США.

Головна відмінність — напрям раструба: мелофон спрямований уперед, що важливо для сценічної проєкції в маршових колективах. Мелофон має менший звуковий канал і коротшу трубку, ніж валторна, що робить його легшим для інтонування. На відміну від валторни, мелофон має ширші інтервали між обертонами, подібно до труби, що полегшує гру.
Також існують маршові валторни з переднім раструбом у тональності сі♭, які зберігають характерне звучання, але вважаються складнішими у використанні на ходу.

## Мелофоній

### Інструмент Стена Кентона

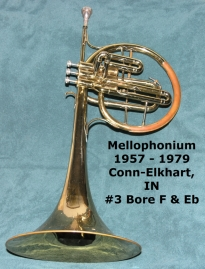
Мелофоніум типу, який використовувався в оркестрі Стана Кентона.

Мелофоній — особливий тип мелофона, створений компанією C.G. Conn у 1957 році. Цей інструмент використовувався в оркестрі Стана Кентона з 1960 до 1963 року. Він мав форму, схожу на частково розмотаний концертний мелофон, з розтрубом уперед.
Кентон прагнув додати нове темброве забарвлення між трубами та тромбонами. Після невдалих спроб із іншими інструментами (наприклад, з флюгельгорнами), він схвалив використання мелофоніїв. Проте інструмент мав проблеми з інтонуванням, особливо у верхньому регістрі, що викликало спротив серед деяких музикантів.
Мелофоніум використовувався у 11 альбомах Кентона, два з яких отримали премію «Греммі».